# Rebeka Abramovič
Rebeka Abramovič (ur. 6 listopada 1993 w Lublanie) – słoweńska koszykarka, występująca na pozycjach rozgrywającej lub rzucającej, reprezentantka kraju.

## Osiągnięcia
Stan na 25 kwietnia 2025, na podstawie, o ile nie zaznaczono inaczej.

### Drużynowe
- Wicemistrzyni Słowenii (2017–2019, 2021–2023)[3][4][5][6][7][8]
- Zdobywczyni Pucharu Słowenii (2018)[4]
- Finalistka Pucharu Słowenii (2017, 2021–2023)[3][6][8]

### Indywidualne
(* – nagrody przyznane przez portal eurobasket.com)
- MVP Pucharu Słowenii (2018)
- Najlepsza zawodniczka*:
  - defensywna ligi słoweńskiej (2023)[8]
  - występująca na pozycji obronnej ligi słoweńskiej (2021, 2022, 2023)[6][7][8]
- Zaliczona do*:
  - I składu:
    - ligi słoweńskiej (2018, 2019, 2021–2023)[4][5][6][7][8]
    - defensywnego ligi słoweńskiej (2017, 2018, 2021–2023)[3][4][6][7][8]

  - II składu ligi słoweńskiej (2017)[3]
- Uczestniczka meczu gwiazd ligi słoweńskiej (2017)[3]
- Liderka ligi słoweńskiej w przechwytach (2018 – 3,8, 2023 – 3,6)[4][8]

### Reprezentacja
Seniorska
- Uczestniczka:
  - mistrzostw Europy (2017 – 14. miejsce)
  - kwalifikacji do Eurobasketu (2013/2014, 2016, 2019, 2023)

Młodzieżowe
- Uczestniczka mistrzostw:
  - świata U–19 (2011 – 14. miejsce)
  - Europy: 
    - U–18 (2010 – 4. miejsce, 2011 – 11. miejsce)
    - U–16 dywizji B (2008 – 4. miejsce, 2009 – 10. miejsce)